# WEC 49
WEC 49: Varner vs. Shalorus foi um evento de artes marciais mistas organizado pelo World Extreme Cagefighting que ocorreu em 20 de junho de 2010 no "Rexall Place" em Edmonton, Alberta, Canada.

WEC 49 foi o único evento realizado pela organização fora dos Estados Unidos. Inicialmente foi  marcado para ocorrer no Stampede Corral em Calgary, Alberta, Canada.  Entrementes, o vice-presidente da WEC, Peter Dropick, confirmou a mudança do local em 10 de abril.
Eddie Wineland estava agendado para lutar com  Charlie Valencia, mas  Valencia foi forçado a desistir após machucar-se. Will Campuzano, que estava marcado para lutar contra Rafael Rebello no evento preliminar, foi anunciado como o novo concorrente de Wineland.  Rebello iria enfrentar o novato  Chris Cariaso.
Ed Ratcliff era esperado para enfrentar Chris Horodecki, mas dias antes desistiu da luta após uma fratura durante treinamento.   Horodecki iria enfrentar o novato Danny Downes, mas a luta foi remarcada para o WEC 51, onde Horodecki venceu por decisão dividida.
Após o anunciante de lutas do WEC, Joe Martinez trocar a organização pela Golden Boy Promotions, o apresentador do UFC Bruce Buffer concordou em trabalhar no WEC 49. 

## Resultados

### Evento Preliminar
- Luta de Catchweight (142;lb):  Renan Barão vs.  Anthony Leone

Barao venceu por Finalização (chave de braço) aos 2:29 do terceiro round.
- Luta de Pesos Galo:  Rafael Rebello vs.  Chris Cariaso

Cariaso venceu por Decisão Unânime (30–26, 29–28 e 29–28).
- Luta de Pesos Pena:  Raphael Assunção vs.  Diego Nunes

Nunes derrotou  Assunção por Decisão Dividida (30–27, 29–28, 28–29).
- Luta de Pesos Pena:  Erik Koch vs.  Bendy Casimir

Koch venceu por Finalização (triângulo) aos 3:01 do primeiro round.
- Luta de Pesos Galo:  Wagnney Fabiano vs.  Frank Gomez

Fabiano venceu por Decisão Unânime (30–27, 30–27 e 30–27).
- Luta de Pesos Leves:  Karen Darabedyan vs.  Will Kerr

Kerr venceu por Finalização (chave de braço) aos 1:20 do primeiro round.

### Evento Principal
- Luta de Pesos Galo:  Eddie Wineland vs.  Will Campuzano

Wineland venceu por Nocaute Técnico (socos) aos 4:44 do segundo round.
- Luta de Pesos Leves:   Chris Horodecki vs  Danny Downes

Horodecki venceu por Finalização  (Hadaka jime) aos 1:09 do terceiro round.
- Luta de Pesos Pena:  Josh Grispi vs.  LC Davis

Grispi venceu por Finalização (guilhotina) aos 2:33 do primeiro round.
- Luta de Pesos Pena:  Mark Hominick vs.  Yves Jabouin

Hominick venceu por Nocaute Técnico (socos) aos 3:21 do segundo round.
- Luta de Pesos Leves:  Jamie Varner vs.  Kamal Shalorus

Varner e Shalorus empataram (29-27, 27-29 e 28-28). Shalorus perdeu um ponto no segundo round devido a chutes ilegais na virilha.

## Bônus
Os lutadores receberam $10,000 como bônus.
- Fight of the Night:  Mark Hominick vs.  Yves Jabouin
- Knockout of the Night:  Eddie Wineland
- Submission of the Night:  Josh Grispi